# Celastrina ussuriensis
Celastrina ussuriensis är en fjärilsart som beskrevs av Forster 1941. Celastrina ussuriensis ingår i släktet Celastrina och familjen juvelvingar. Inga underarter finns listade i Catalogue of Life.